# Janko Peranski

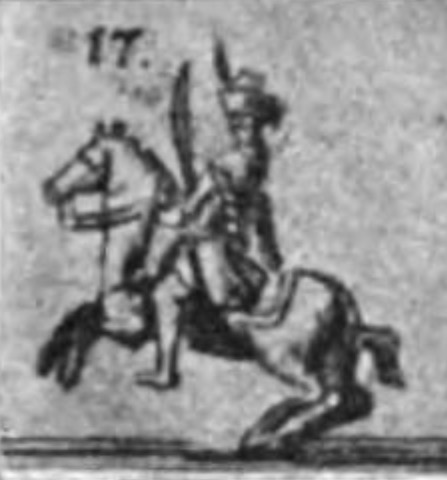
Zeitgenössische Darstellung und Beschreibung des Janko Peranski bei einer Parade der Kroatischen Reiter in der Leibgarde des sächsischen Kurfürsten im Jahr 1678: „17. Herr Johann von Peraynsky, Obrist-Lieutenandt von der Leib-Guardie, Cammerherr und Ambts-Hauptmann zu Moritzburg, in einer Leoparden-Haut.“

Originalunterschrift von Janko Peranski, 1671

Janko Peranski (kroatisch Ivan Peranski), vollständig Janko Šubić von Bribir Peranski (Selbstbezeichnung Janko Peranzky de Pernia; zeitgenössisch Janco Perainsky bzw. verdeutscht Johann(es) von Perainsky; † 1689 im Königreich Kroatien) war ein kroatischer Graf sowie sächsischer Oberstleutnant, Kammerherr und Amtshauptmann von Moritzburg (Sachsen). Er war von 1661 bis 1680 Kommandant der Leibkompanie Kroaten zu Ross des sächsischen Kurfürsten Johann Georg II. (1613–1680).

## Leben

### Herkunft und Dienst an der Militärgrenze
Peranski entstammte dem kroatischen Adelsgeschlecht der Grafen Peranski aus dem 14. Jahrhundert, einem Zweig des Adelsgeschlecht der Šubić. Der Name dieses Familienzweiges der Šubić leitet sich von dem Familiengut Perna bei Karlovac ab, wo die Familie kleineren Landbesitz hatte.
Peranski war der Sohn von Gašpar Peranski und dessen Ehefrau Margarete, geborene Janković. Seinen Dienst für die Habsburgermonarchie verrichtete er als Offizier an der kroatischen Militärgrenze in Karlovac. Er war gesellschaftlich gewandt sowie gebildet und beherrschte die Sprachen Deutsch, Kroatisch und Latein. Es ist wahrscheinlich, dass der kroatische Ban und Feldherr Petar Zrinski dem sächsischen Kurfürsten Johann Georg II. Peranski als Gardekapitän empfohlen hat. Beide Herrscher standen in Briefkontakt und die Familie Peranski entstammte ebenso wie der kroatische Ban dem Adelsgeschlecht der Šubić.

### Am sächsischen Hof
Ein am 6. September 1659 in Pressburg von Leopold I. ausgestelltes kaiserliches Dekret, gestattete Peranski mit 20 kroatischen Reitern den freien und ungehinderten Durchzug nach Sachsen, um in kursächsische Dienste zu treten. Im März 1660 wurde die, zunächst 87 und später bis zu 150 Mann starke, Kompanie der Kroatischen Reiter in der Leibgarde des sächsischen Kurfürsten aufgestellt. Bereits am 12. August 1661 wurde Peranski deren Kommandant (Croatorum capitaneus) und blieb es bis zur Auflösung 1680.
Der sächsische Kurfürst war mit Peranskis Diensten offensichtlich sehr zufrieden, sodass Peranski schon 1661 vom Leutnant der Garde zum Rittmeister mit gleichzeitiger Ernennung zum Kammerherrn befördert wurde. Peranskis Schriftverkehr mit dem Kurfürsten ist ab 1666 belegt. Im Verlauf der Jahre überreichte Peranski dem Kurfürsten mehrere Geschenke, so unter anderem 1662 eine kunstvolle osmanische Schabracke und 1667 eine mit Gold- und Silberdraht prächtig bestickte osmanische Feldflasche aus Leder. Am 3. Februar 1669 überreichte er dem Kurfürsten als Geschenk ein aus Zollstab, Stechzirkel, Zeichenzirkel, Messer und Falzmesser bestehendes Messbesteck aus Messing, vermutlich hergestellt um 1667 von einem kroatischen Meister. Die Schabracke wurde 1798 verkauft. Die Feldflasche und das Messbesteck befinden sich in der Rüstkammer (Dresden), heute Teil der Staatlichen Kunstsammlungen Dresden.
1675 wurde Peranski vom Kurfürsten für seine Verdienste schließlich vom Rittmeister zum Oberstleutnant befördert. Zudem erhielt Peranski als Amtshauptmann ein Haus mit Brau- und Schankgenehmigung und Grundbesitz in Eisenberg (Moritzburg).

### Dienstende und Tod
Im Jahr 1679 kaufte Peranski in Kroatien das Schloss Brlog auf einer Anhöhe über dem rechten südlichen Ufer der Kupa westlich von Kamanje für 19.000 Forint. Die Kroaten-Leibgarde wurde 1680 von dem nachfolgenden sächsischen Kurfürsten Johann Georg III. aus Kostengründen aufgelöst und die Reiter in ihre Heimat entlassen. Nach seinem Dienstende kehrte Peranski 1681 nach Kroatien zurück, kam aber auch danach öfter nach Moritzburg um seine Besitztümer zu besuchen. Peranski starb 1689 in Kroatien und wurde in der Kapelle des heiligen Anton im Paulinerkloster von Svetice bei Ozalj in der Familiengruft bestattet.

## Familie
Aus der Ehe Peranskis mit der vermögenden Jelena Bardarini von Kieselstein gingen die vier gemeinsamen Kinder Mihajlo, Franjo, Jure († um 1692) und Barbara Sidonija (verheiratete Delišimunović; † 27. März 1713) hervor. Mit dem Tod von Franjos Sohn, also Janko Peranskis Enkel, Gašpar Peranski (Caspar von Peranski) im Jahr 1740 erlosch das Adelsgeschlecht der Grafen Peranski im Mannesstamm.

## Schriften
Die Oberlausitzische Bibliothek der Wissenschaften führt in ihrem 1819 herausgegebenen Werkverzeichnis unter der Nummer 180 die Tragikomödie Perainsky, Janco, des häuslichen Frawenzimmers wohlgeplagter oft geübter doch viel geliebter Märtyrer, in einer lustigen Tragödie oder vielmehr Tragi-Comödie vorgestellet. Frawenstadt.